# Esbjerg forenede Boldklubber
El Esbjerg fB (Esbjerg forenede Boldklubber o EfB) és un equip de futbol de la ciutat d'Esbjerg, Dinamarca. Actualment disputa la Lliga danesa de futbol.

## Història

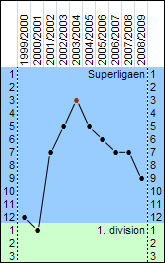
Posicions a la lliga les darreres temporades.

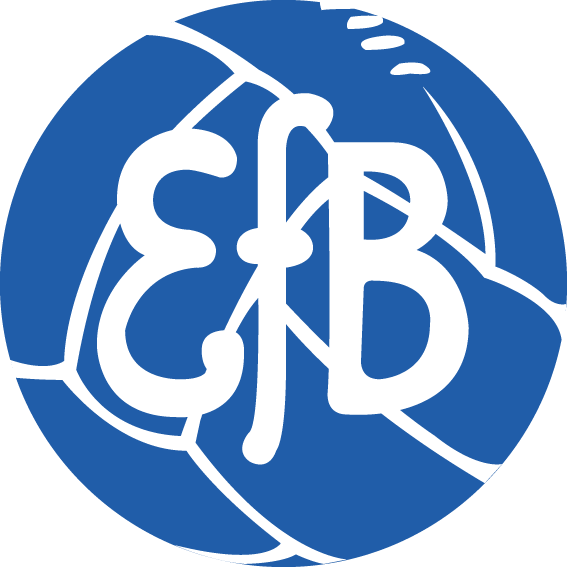
Logo original

El club es fundà l'any 1924 com a resultat de la fusió dels clubs Esbjerg Boldklub af 1898 i Esbjerg Amatørklub af 1911.

## Palmarès
- Lliga danesa de futbol (5): 1961, 1962, 1963, 1965, 1979.
- Copa danesa de futbol (9): 1964, 1976.
- 45 temporades a la primera divisió danesa
- 24 temporades a la segona divisió danesa
- 5 temporades a la tercera divisió danesa